# محمية جبل الكامل
محمية جبل الكامل أعلنت كمحمبة طبيعية في عام 2012، تقع شرق العوينات في شمال شرق الوادي الجديد وغرب مفيض توشكى, علي بعد2 كيلو شمال الحدود مع السودان و تبعد116 كيلومتر من الحدود الليبية، وقد اكتشف الموقع في عام 2010 بواسطة بعثة جيولوجية مصرية إيطالية مشتركة، حيث عثر الفريق علي أكبر فوهة في الأرض تنبئ عن ارتطام نيزك عملاق بالأرض في هذه المنطقة منذ آلاف السنين، كما عثر الفريق العلمي علي بقايا النيزك ، و حمل معه قطعة من النيزك وزنها85 كجم لتسكن المتحف الجيولوجي.

## خصائص وأهمية المحمية
والنيزك المكتشف يزن10 أطنان، ويتركب من90% من الحديد و10% نيكل, وقد تحرك من منطقة الكويكبات الموجودة بين كوكبي المشتري والمريخ, وكانت سرعته قبل الارتطام بالأرض12 ألف كيلو متر في الساعة، ونتج عن الاصطدام صخور نيزكية تم جمع850 كيلو جرام منها، حجم أكبر صخرة 83 كيلو جراما، وبالنظر للحفرة التي خلفها الارتطام بالأرض نجد أنها واحدة من15 حفرة فقط تنتشر علي سطح الأرض، إلا أنها تتميز دونها جميعا بعدة مميزات، منها أن الحالة البيئية التي توجد عليها الآن جيدة جدآ علي خلاف الحالات التي توجد عليها قريناتها في جميع أنحاء العالم ومكوناته المعدنية تشكل العناصر الأساسية لمركز الأرض وكواكب المجموعة الشمسية, لذا فإن دراسة تلك المكونات لها أهميتها العظمي في دراسة تراكيب باطن الأرض والكواكب.
والنيزك قد ارتطم بالأرض في فترة تتراوح بين2000 و5000 سنة من وقتنا الحالي، والدلائل تؤكد أن الارتطام كان بزاوية ميل ولم يتخذ الوضع العمودي، وولدت عملية التصادم مع الأرض ارتفاعا هائلا في درجة الحرارة وتولد ضغط عالي أديا الي تحطم النيزك وتبخر جزء كبير منه، وتناثرت آلاف القطع النيزكية منه بالمنطقة، وعندما اصطدم بالأرض نتج عن الارتطام فوهة بعمق16 مترا وبقطر45 مترا .